# 산본마쓰촌
산본마쓰촌(三本松村)은 나라현 우다군에 있던 촌이다. 쇼와 시대의 대합병으로 무로촌의 일부가 되었다. 현재는 우다시의 일부. 

## 역사
- 1889년 4월 1일 - 정촌제 시행에 의해 우다군 산본마쓰촌이 성립하였다.
- 1955년 2월 11일 - 무로촌, 야마베군 히가시사토촌과 합병해, 무로촌이 되어 소멸하였다.